# Bartolomeo Di Michele
Bartolomeo Di Michele (Pescara, 21 agosto 1957) è un ex calciatore italiano, di ruolo attaccante.

## Carriera

### Club
Classico attaccante che predilige finalizzare l'azione, si distingue per caparbietà, abilità nel gioco aereo, specie sui calci piazzati, e negli affondi in area di rigore.
Cresce nelle giovanili del Giulianova meritandosi l'appellativo di “Gigi Riva dell'Adriatico” perché capace, giocando contemporaneamente negli Allievi e nella Berretti, di segnare in una sola stagione 70 goal.
Acquistato dal Pescara fa il suo esordio in serie B totalizzando 11 presenze e realizzando 2 goal. La società abruzzese lo cede in prestito al Rimini per poi riprenderlo dopo un anno pienamente maturato e pronto per essere la punta di diamante dell'attacco bianco-azzurro. Il giovane pescarese non delude, realizzando 9 reti in 23 partite risultando tra i protagonisti della promozione in serie A. L'anno dopo debutta nella massima serie ma patisce il grande salto fermandosi a 3 goal su 23 presenze.
La società comunque lo conferma nei suoi ranghi fino al 1982 quando passa alla Cavese. È ricordato per essere l'autore del gol del vantaggio che portò alla vittoria della Cavese sul Milan a San Siro, unica squadra ad avere battuto il Milan in casa. Dopo due anni a Cava dei Tirreni, scende di categoria giocando a Monopoli, Salerno e per finire a Giulianova dove conclude la sua carriera.